# Umberto Eco
Umberto Eco (Alessandria, 1932. január 5. – Milánó, 2016. február 19.) olasz író, szemiotikus, történész, irodalomkritikus és filozófus, a modern európai kultúra nagy irodalmára és tréfamestere.

## Élete
Piemont régióban, Alessandriában, egy észak-olaszországi kisvárosban született, melynek megalapításáról szeretetteljesen mesél Baudolino (2000) című regényében. Itt töltött gyermekéveit meséli el alteregója, a naiv-cinikus kiadói szerkesztő Jacopo Belbo írásain és emlékezésein keresztül A Foucault-inga (1988) c. regényében. Édesapja, Giulio könyvelő volt, mielőtt katonai szolgálatot kellett vállalnia három háborúban is. Umberto és édesanyja, Giovanna a második világháború alatt egy kis faluba költözött a piemonti hegyoldalban. Édesapja azt szerette volna, ha ügyvéd lesz a fiából, de ő inkább a Torinói Egyetem irodalom és középkori filozófia szakát választotta. Egyetemi tanulmányai alatt elveszítette Istenben való hitét, és kilépett a katolikus egyházból. Ezután a Radiotelevisione Italiana (RAI) alkalmazásában dolgozott mint kulturális szerkesztő. Az itt megismert avantgárd művészek nagy hatással voltak Eco későbbi írói karrierjére. 1954-ben BA diplomát szerzett filozófiából, két évvel később pedig megírta Aquinói Szent Tamásról szóló doktori disszertációját, ami a BA diplomamunkájának kibővítése volt, és egyetemi előadói karrierjének kezdetét is jelentette.
1962-ben feleségül vette Renate Ramge német grafikust, két gyermekük született, Stefano és Carlotta. Életét főként milánói lakásában és urbinói nyaralójában töltötte. Előbbiben 30 000 kötetes, utóbbiban pedig 20 000 kötetes könyvtára volt. Számos alkalommal látogatott a Columbia Egyetemre, 1993. május 8-án pedig tiszteletbeli Doktor of Humane Letters címet kapott az Indianai Egyetemtől, az egyetemmel való több mint 15 éves együttműködésének elismeréséért. 2008-tól a Bolognai Egyetem professor emeritusa volt, ezt a címét egészen 84 éves korában bekövetkezett haláláig viselte is. Két évig küzdött hasnyálmirigyrákkal, 2016. február 19-én hunyt el milánói otthonában.
2007-ben a Budapesti Nemzetközi Könyvfesztivál díszvendégeként vehette át a Budapest Nagydíjat.

## Tudományos pályán
Tudományos pályafutását középkor-kutatóként kezdte, 1954-ben Aquinói Szent Tamásról írt filozófiai doktori disszertációt a torinói egyetemen. Később vizuális kommunikációt és esztétikát kezdett tanítani a különböző észak-olasz egyetemeken: Torinóban, Milánóban és Bolognában, közben szerkesztőként dolgozott a RAI-nál és a Bompiani kiadónál (1959–1975).
A tudományos életben a világhírt irodalomelméleti írásaival szerezte meg, közülük a legismertebb talán A nyitott mű poétikája (1962). A szemiotika nagy tekintélyű tudósa lett, elnöke és tagja több olasz és nemzetközi társaságnak.

## Az irodalomban
Ismertségre A rózsa neve (1980) c. regényével tett szert. „Meg akartam ölni egy szerzetest." – nyilatkozta szerényen Eco, amikor motivációiról kérdezték. Következő regénye, A Foucault-inga 1988-ban jelent meg. A tegnap szigete (1994) már igazi nehéz, barokk műveltség-regény, Eco részéről pedig igen izgalmas, briliánsan véghez vitt stílusgyakorlat, ami egy hajótörött montferratói ifjú elmélkedéseit írja le a 17. századból.
A Baudolino (2000) egy kedves-ravasz pikareszk regény egy nagyotmondó fraschetai fiúról, akit Barbarossa Frigyes magához vesz, kitaníttat, majd javakorabeli emberként elmeséli kalandos és csodás eseményekkel kísért élettörténetét egy bizánci krónikásnak. Rafinált narratíva és elbeszélői egyszerűség jellemzi a regényt. Amilyen nehezen olvasható A tegnap szigete vagy A Foucault-inga, olyan olvasmányos és szórakoztató a Baudolino.

## Egyéb művei
Egyéb művei között meg kell említeni a Hogyan írjunk szakdolgozatot? (1977) c. könyvecskét, amely szellemes iránymutató főiskolások, egyetemisták, doktoranduszok és mások számára, ha dolgozatírás a feladatuk.
Mindemellett jelentős publicisztikai tevékenységet fejtett ki, napi- és hetilapokban rendszeresen jelentek meg gunyoros és humoros írásai a lehető legkülönbözőbb profán témákban. Ezek egy része megjelent magyarul is, többek között a Bábeli beszélgetés (1992) c. kötetben.

## Művei magyarul
1. A nyitott mű. Válogatott tanulmányok; ford. Berényi Gábor et al., utószó Kelemen János; Gondolat, Budapest, 1976
2. A rózsa neve; ford., utószó Barna Imre, jegyz. Klaniczay Gábor; Árkádia, Budapest, 1988
3. Hogyan írjunk szakdolgozatot?; ford. Klukon Beatrix; Gondolat, Budapest, 1991
4. A Foucault-inga; ford., utószó, jegyz. Barna Imre; Európa, Budapest, 1992
5. Az új középkor; ford. Barna Imre, Schéry András, Szénási Ferenc; Európa Kiadó, Budapest, 1992 Mérleg)
6. Bábeli beszélgetés. Minimálnapló; vál., ford. Barna Imre; Európa, Budapest, 1994
7. Hat séta a fikció erdejében; ford. Schéry András, Gy. Horváth László; Európa, Budapest, 1995
8. A tökéletes nyelv keresése; ford. Gál Judit, Kelemen János, Atlantisz Könyvkiadó, Budapest, 1998 ISBN 9637978860
9. A tegnap szigete; ford. Barna Imre; Európa, Budapest, 1998
10. Öt írás az erkölcsről; ford. Dorogi Katalin; Európa, Budapest, 1998
11. Nyitott mű; ford. Dobolán Katalin, bev. ford. Mártonffy Marcell; Európa, Budapest, 1998
12. Kant és a kacsacsőrű emlős; ford. Gál Judit; Európa Kiadó, Budapest, 1999
13. Miben hisz, aki nem hisz? Vita Carlo Maria Martini bíborossal; ford. Dorogi Katalin és Gál Judit; Európa Kiadó, Budapest, 2000
14. Gyufalevelek; vál. és ford. Barna Imre, Európa Kiadó, Budapest, 2001
15. Művészet és szépség a középkori esztétikában; ford. Sz. Marton Ibolya, Európa Kiadó, Budapest, 2002
16. Baudolino; ford. Barna Imre; Európa, Budapest, 2003
17. La Mancha és Bábel között. Irodalomról; ford. Barna Imre, Gecser Ottó; Európa, Budapest, 2004
18. A rútság története; szerk. Umberto Eco; Európa, Budapest, 2007
19. Loana királynő titokzatos tüze. Képes regény; ford. Barna Imre, Európa Kiadó, Budapest, 2007
20. A lista mámora; ford. Sajó Tamás; Európa, Budapest, 2009
21. Jean-Claude Carrière–Umberto Eco: Ne remélje, hogy megszabadul a könyvektől; beszélgetések Jean-Philippe de Tonnac, ford. Sajó Tamás; Európa, Budapest, 2010
22. A szépség története (ford. Sajó Tamás, Európa Kiadó, 2010 ISBN 978 963 07 8968 4)
23. Ellenséget alkotni és más alkalmi írások; ford. Sajó Tamás; Európa, Budapest, 2011
24. A prágai temető (ford. Barna Imre, Európa Kiadó, 2012)
25. Az értelmezés határai (ford. Nádor Zsófia, Európa Kiadó, Budapest, 2013 ISBN 978 963 07 9506 7)
26. A legendás földek és helyek története; ford. Sajó Tamás; Európa, Budapest, 2013 ISBN 978 963 07 9660 6
27. A jegyesek; újrameséli Umberto Eco; Kolibri, Budapest, 2013 (Meséld újra!)
28. A rózsa neve; a szerző új előszavával, ford. Barna Imre; átdolg. kiad.; Európa, Budapest, 2015
29. A Foucault-inga; átdolg. kiad.; ford. Barna Imre; Európa, Budapest, 2015
30. Mutatványszám; ford. Barna Imre; Európa, Budapest, 2016
31. A tökéletes nyelv keresése; ford. Gál Judit, Kelemen János; jav. kiad.; Atlantisz Könyvkiadó, Budapest, 2016 (Európa születése) ISBN 9789639777408
32. Pape Satan. Hírek egy folyékony társadalomból; ford. Barna Imre; Európa, Budapest, 2018
33. Óriások vállán. Milanesiana-előadások, 2001–2015; ford. Barna Imre, Sajó Tamás, bibliográfia Bogdanov Edit, Kisantal Tamás; Kossuth, Budapest, 2019
34. Az ősfasizmus szaga. Öt írás az erkölcsről; ford. Dorogi Katalin; Európa, Budapest, 2022 (Kapszula könyvtár)
35. A rózsa neve; ford. Barna Imre; bőv. kiad.; Európa, Budapest, 2023